# Crella incrustans
Crella incrustans är en svampdjursart som först beskrevs av Carter 1885.  Crella incrustans ingår i släktet Crella och familjen Crellidae.
Artens utbredningsområde är Sydaustralien.

## Underarter
Arten delas in i följande underarter:
- C. i. mammillata
- C. i. levis
- C. i. perramosa
- C. i. pumila
- C. i. incrustans
- C. i. digitata
- C. i. arenacea
- C. i. thielei